# Austromyrtus conspicua
Austromyrtus conspicua är en myrtenväxtart som först beskrevs av Eugène Vieillard och André Guillaumin, och fick sitt nu gällande namn av Karl Ewald Maximilian Burret. Austromyrtus conspicua ingår i släktet Austromyrtus och familjen myrtenväxter. Inga underarter finns listade i Catalogue of Life.